# 北奄美大島語
北奄美大島語，或北奄美語，是通行於奄美群島中奄美大島北部的一種琉球語，其使用的地域包括了該島的奄美市、龍鄉町、大和村和宇檢村。
北奄美大島語和南奄美大島語被統稱為奄美大島語。其又與南奄美大島語、喜界語、德之島語統稱為奄美語。
2009年2月，北奄美大島語被聯合國教科文組織列為「危險」級別的瀕危語言。